# Victor Hugo
Victor-Marie Hugo (Besançon, 26 de fevereiro de 1802 – Paris, 22 de maio de 1885) foi um romancista, poeta, dramaturgo, ensaísta, artista, estadista e ativista pelos direitos humanos francês de grande atuação política em seu país. É autor de Les Misérables e de Notre-Dame de Paris, entre diversas outras obras clássicas de fama e renome mundial.

## Biografia

### 1802 - 1830
Nascido em 26 de fevereiro de 1802 na commune de Besançon, no Doubs, leste da então prestes a ser dissolvida Primeira República Francesa, Victor Hugo foi o terceiro filho de Sophie Trébuchet (1772-1821) e Joseph Léopold Sigisbert Hugo (1774-1828), Conde de Siguença, um major que, mais tarde, se tornaria um general do exército napoleônico.
A infância de Victor Hugo foi marcada por grandes acontecimentos. Napoleão Bonaparte foi proclamado imperador dois anos depois de seu nascimento, e a monarquia dos Bourbons foi restaurada antes de seu décimo oitavo aniversário. Os pontos de vista políticos e religiosos opostos dos pais de Victor Hugo refletiam as forças que lutavam pela supremacia na França ao longo de sua vida: seu pai era um oficial que havia atingido uma elevada posição no exército de Napoleão. Era um deísta republicano que considerava Napoleão um herói, enquanto sua mãe era uma radical católica defensora da casa real, sendo que se acredita tenha sido amante do general Victor Lahorie, que foi executado em 1812 por conspirar contra Napoleão. Devido à ocupação do pai de Victor Hugo, Joseph, que era um oficial, mudavam-se com frequência e Victor aprendeu muito com essas viagens. Na viagem de sua família a Nápoles, ele viu as grandes passagens dos Alpes e seus picos nevados, o azul do Mediterrâneo e Roma durante suas datas festivas. Embora tivesse apenas cerca de seis anos à época, lembrava-se vividamente da viagem que durara meio ano. A família permaneceu em Nápoles por alguns meses e depois voltou para Paris.
Sophie acompanhou o marido em seus postos na Itália (onde Joseph Léopold ocupou o posto de governador de uma província perto de Nápoles) e Espanha (onde ele se encarregou de três províncias da Espanha). Cansada das constantes mudanças exigidas pela vida militar, e em litígio com o marido infiel, Sophie separou-se temporariamente de Joseph Léopold em 1803 e se estabeleceu em Paris. A partir de então, ela dominou a educação e formação de Victor Hugo. Como resultado, os primeiros trabalhos de Hugo na poesia e ficção refletem uma devoção apaixonada tanto do rei como da fé. Foi somente mais tarde, durante os eventos que levaram à Revolução de 1848, que ele iria começar a se rebelar contra a sua educação católica e monarquista e em vez disso advogar o republicanismo e o livre pensamento.
Victor Hugo passou a infância entre Paris, onde foi educado por muitos tutores e também em escolas privadas, Nápoles e Madrid. Considerado um menino precoce, ainda jovem tornou-se escritor, tendo em 1817, aos 15 anos, sido premiado pela Academia Francesa por um de seus poemas.
Em 1819 fundou, com os seus irmãos, a revista "Le Conservateur Littéraire", e, no mesmo ano, ganhou o concurso da Académie des Jeux Floraux, instituição literária francesa fundada no século XIV.
Em 1821, Hugo publicou seu livro de poesias, "Odes et poésies diverses" (Odes e Poesias Diversas), com o qual ganhou uma pensão, concedida por Luís XVIII. Um ano mais tarde publicaria seu primeiro romance, "Han d'Islande" (Hans da Islândia).
Casou-se com  sua amiga de infância, Adèle Foucher, em 12 de outubro de 1822, o casamento gerou o desgosto de seu irmão, Eugène, que era apaixonado por Adèle. Em decorrência disso, Eugène enlouquece e é internado em um hospício. No ano seguinte, a morte do primeiro filho e o fracasso literário do livro Hans da Islândia, que não agrada a crítica, interrompem o período de estabilidade vivido até então. Em 1824 nasce sua primeira filha, Leopoldine.
Em 1825, aos 23 anos, recebe o título de Cavaleiro da Legião de Honra. Nesta época, torna-se líder de um grupo de escritores criando o Cenáculo.
A publicação da terceira coletânea de poemas de Victor Hugo, intitulada "Odes et Ballades", em 1826, marcou o início de um período de intensa criatividade.
Em 1827, no prefácio de seu extenso drama histórico, Cromwell, Hugo expõe uma chamada à liberação das restrições que impunham as tradições do classicismo. O prefácio é considerado o manifesto do movimento romântico na literatura francesa. Nele, o literato fala da necessidade de romper com as amarras e restrições do formalismo clássico para poder então refletir a extensão plena da natureza humana. Ainda neste prefácio, Hugo  defende o drama moderno, com a coexistência do sublime e do grotesco. O sucesso do prefácio de Cromwell consolidaram a imagem de Hugo como a principal liderança do romantismo na França. Aos 26 anos de idade, o escritor desfrutava de uma situação material confortável e prestígio não apenas entre a juventude rebelde francesa, mas também entre a corte de Carlos X de França.
Neste período integrou-se ao romantismo transformando-se em um verdadeiro porta-voz desse movimento. A residência de Hugo tornou-se um ponto de encontro de escritores românticos entre os quais Alfred de Vigny e o crítico literário Charles Augustin Sainte-Beuve.
A censura recaiu sobre sua obra, Marion do Lorme, em 1829, peça teatral apoiada na vida de uma cortesã francesa do século XVII, isso aconteceu porque a obra foi considerada muito liberal, e também devido ao fato de os censores terem interpretado a peça como uma crítica a Carlos X, o que fez com que a produção daquela que seria sua primeira peça a ser interpretada fosse cancelada.
Em 1830 estreia Hernani, a sua primeira obra teatral, que representa o fim do classicismo e expressa novas aspirações da juventude. A peça, que exalta o herói romântico em luta contra a sociedade, divide opiniões, agradando os jovens e desagradando os mais velhos, o que desencadeia uma disputa  de público que contribui para a consagração de Hugo como líder romântico. A peça obteve grande sucesso, lotando o teatro em todas as suas exibições. A disputa entre opiniões gerada por Hernani obteve proporções além do teatro, apoiadores e opositores travavam brigas e discussões por toda a França.
Após o nascimento de mais uma filha, também no ano de 1830, que recebeu o nome da mãe, sua esposa recusa-se a ter mais filhos e concede ao marido liberdade para transitar por Paris, desde que não a aborrecesse. Tal faz com que Hugo se entregue à libertinagem, ligando-se indistintamente a atrizes, aristocratas e humildes costureiras, mas não se separara de Adèle. Neste mesmo período, Adèle inicia um relacionamento amoroso com o amigo da família, Saint-Beauve.

### 1831 - 1885

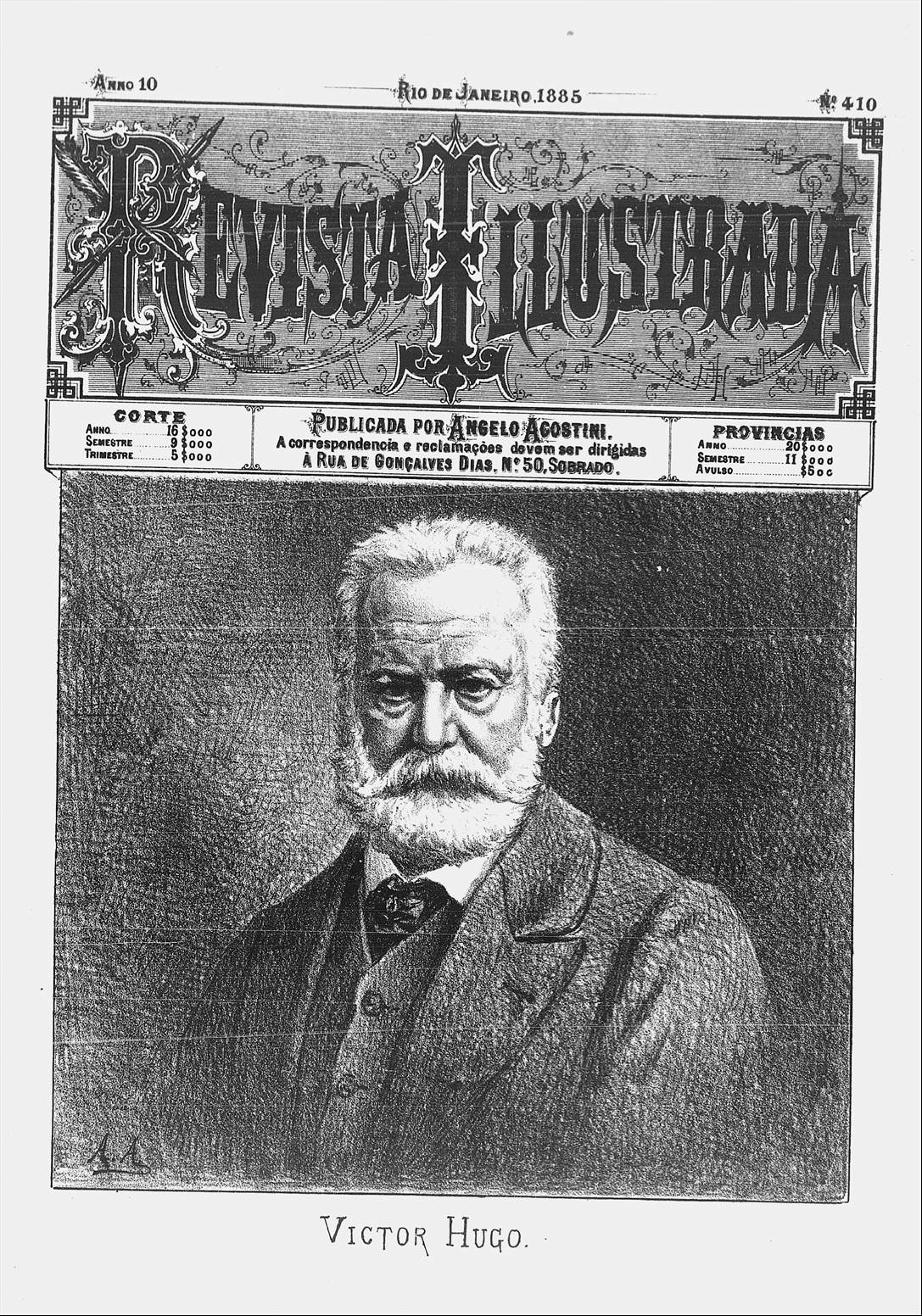
Victor Hugo na capa da Revista Illustrada em 1885

Seu romance, Notre-Dame de Paris, é lançado em 1831, considerado o maior romance histórico de Victor Hugo, e uma de suas obras mais conhecidas. O livro definiu a forma de exploração ficcional do passado que marcaram o romantismo francês. O livro narra a história do amor altruísta do deformado sineiro da catedral de Notre Dame, Quasimodo, pela bailarina cigana Esmeralda. Com um estilo realista, especialmente nas descrições de Paris medieval e seu submundo, o enredo é melodramático, com muitas reviravoltas irônicas. O livro foi um sucesso instantâneo e logo fez de Hugo o mais famoso escritor que vivia na Europa, tendo o livro se propagado e traduzido por todo o continente.
No ano de 1832 Hugo mudou-se para um apartamento instalado na Praça de Vosges, no bairro Le Marais, onde morou até 1848, tendo sido visitado por escritores como Honoré de Balzac, Alfred de Musset, Alexandre Dumas e o compositor Franz Liszt.
Em novembro de 1832 Victor Hugo apresentava em Paris Le Roi S’Amuse, uma peça baseada na vida amorosa do rei Francisco I da França. Desde 1827 até o ano da estreia de Le Roi S’Amuse, Hugo passara de uma postura inicialmente conservadora para um liberalismo reformista que se refletia em suas posições públicas e em sua obra. Le Roi S'Amuse também sofreria censura, acusada de expor a figura régia ao ridículo.

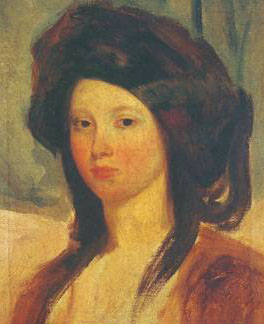
Retrato de Juliette Drouet pintado por Charles-Émile-Callande de Champmartin

No ano seguinte, Hugo passa a ter um relacionamento amoroso com a atriz Juliette Drouet, que atuou em duas peças do autor que estrearam naquele ano, Lucrécia Borgia e Marie Tudor. Eles se conheceram em um momento em que Hugo estava abalado, pois descobrira que sua esposa o havia traído.  Juliette interpretava o papel da Princesa Negroni em Lucrécia Borgia, exatamente quinze dias após a estreia da peça, em 16 de fevereiro de 1833, Juliette se tornou amante de Hugo. Hugo instalou Juliette em uma casa isolada no Les Metz, um lugarejo próximo à casa onde ele morava com sua família. Quase todos os dias eles se encontravam, o ponto de encontro era uma árvore oca em um bosque, o tronco desta árvore Juliette usava para deixar suas mensagens para ele e Hugo deixava suas cartas e poemas lá. O romance tinha momentos turbulentos devido a problemas financeiros, pois Juliette contraiu muitas dívidas com credores, ainda assim, o amor se mostrou resistente às discussões e brigas.
A peça Lucrécia Borgia, drama a que primeiro deu o título de Ceia em Ferrara teve grande êxito, o que foi considerado a vitória decisiva da escola romântica.
Em fevereiro de 1837 morre seu irmão Eugène, acometido por uma doença psicológica desde o casamento de Hugo, Eugène não voltou mais à razão, a doença o foi enfraquecendo e por fim o levou à morte. Este também foi ano em que o rei Luís Filipe I conferiu à Victor Hugo o grau de oficial da Legião de Honra, e os duques de Orléans enviaram-lhe um quadro de Ignez de Castro, pintado por Saint-Évre, na extremidade superior da moldura havia a seguinte inscrição: "O duque e a duquesa de Orleans ao sr. Victor Hugo, 27 de junho 1837".
Alugava apartamentos nos arredores de Paris com nomes falsos, onde encontrava-se com suas amantes. Numa dessas ocasiões foi flagrado com Léonie d’Aunet, cujo marido havia chamado a polícia, a mulher foi presa, quanto a Victor Hugo nada lhe aconteceu.

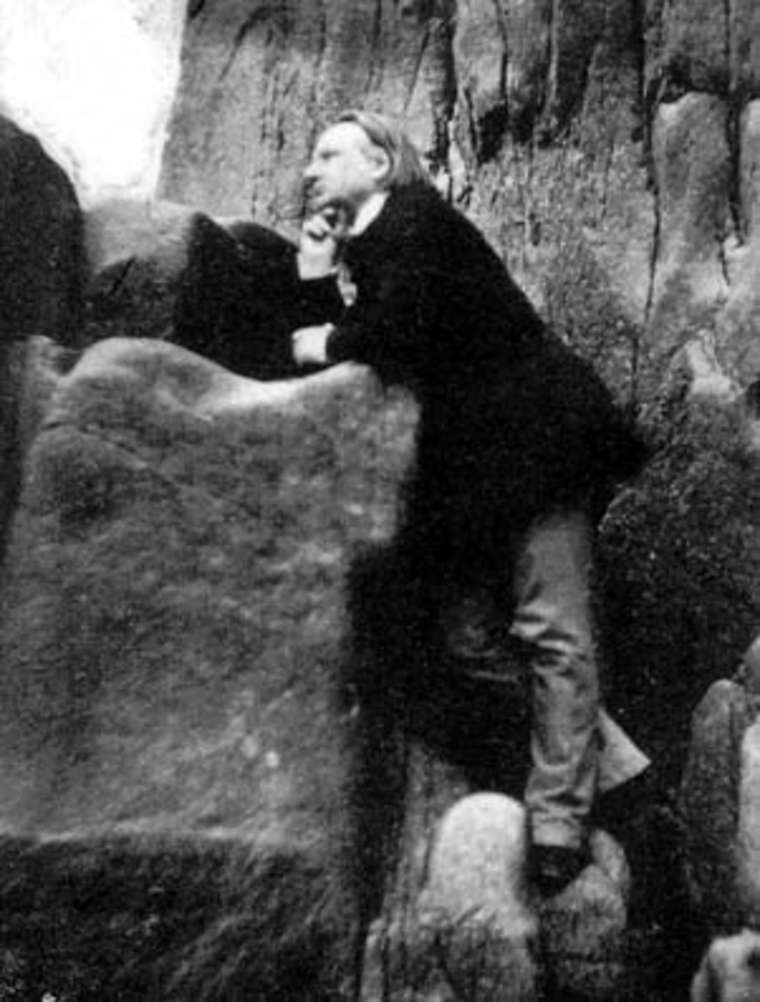
Exílio em Jersey (1853-55)

Criado por sua mãe no espírito da monarquia, acaba por se convencer, pouco a pouco, do interesse da democracia ("Cresci", escreve num poema onde se justifica). A sua ideia é que "onde o conhecimento está apenas num homem, a monarquia se impõe." "Onde está num grupo de homens, deve fazer lugar à aristocracia. E quando todos têm acesso às luzes do saber, então vem o tempo da democracia".
Tendo se tornado favorável a uma democracia liberal e humanitária, é eleito deputado da Segunda República em 1848, e apoia a candidatura do príncipe Louis-Napoléon. Exila-se após o golpe de Estado de 2 de dezembro de 1851, que condena vigorosamente por razões morais em "Histoire d'un crime".
Durante o Segundo Império, em oposição a Napoléon III, vive em exílio em Jersey, Guernsey e Bruxelas. É um dos únicos proscritos a recusar a anistia decidida algum tempo depois: « Et s'il n'en reste qu'un, je serai celui-là » ("e se sobra apenas um, serei eu").
Durante o seu exílio visita o Luxemburgo por curtos períodos de um ou dois dias nos anos de 1862, 1863 e 1865; em 1871 reside em Vianden por um período de dois meses e meio como refugiado político.
Com a morte da sua filha, Leopoldina, começa a descobrir e investigar experiências espíritas relatadas numa obra diferente nomeada "Les tables tournantes de Jersey".
Morre em 22 de maio de 1885, e de acordo com seu último desejo, seu corpo é depositado em um caixão humilde que é enterrado no Panthéon. Tendo ficado vários dias exposto sob o Arco do Triunfo, estima-se que 1 milhão de pessoas vieram lhe prestar uma última homenagem. Quando morreu, as prostitutas de Paris ficaram de luto. A pessoa mais velha da história, Jeanne Calment, que morreu em 1997, afirma ter ido ao funeral de Victor Hugo. Jeanne tinha 10 anos quando houve o funeral.

## Vida literária

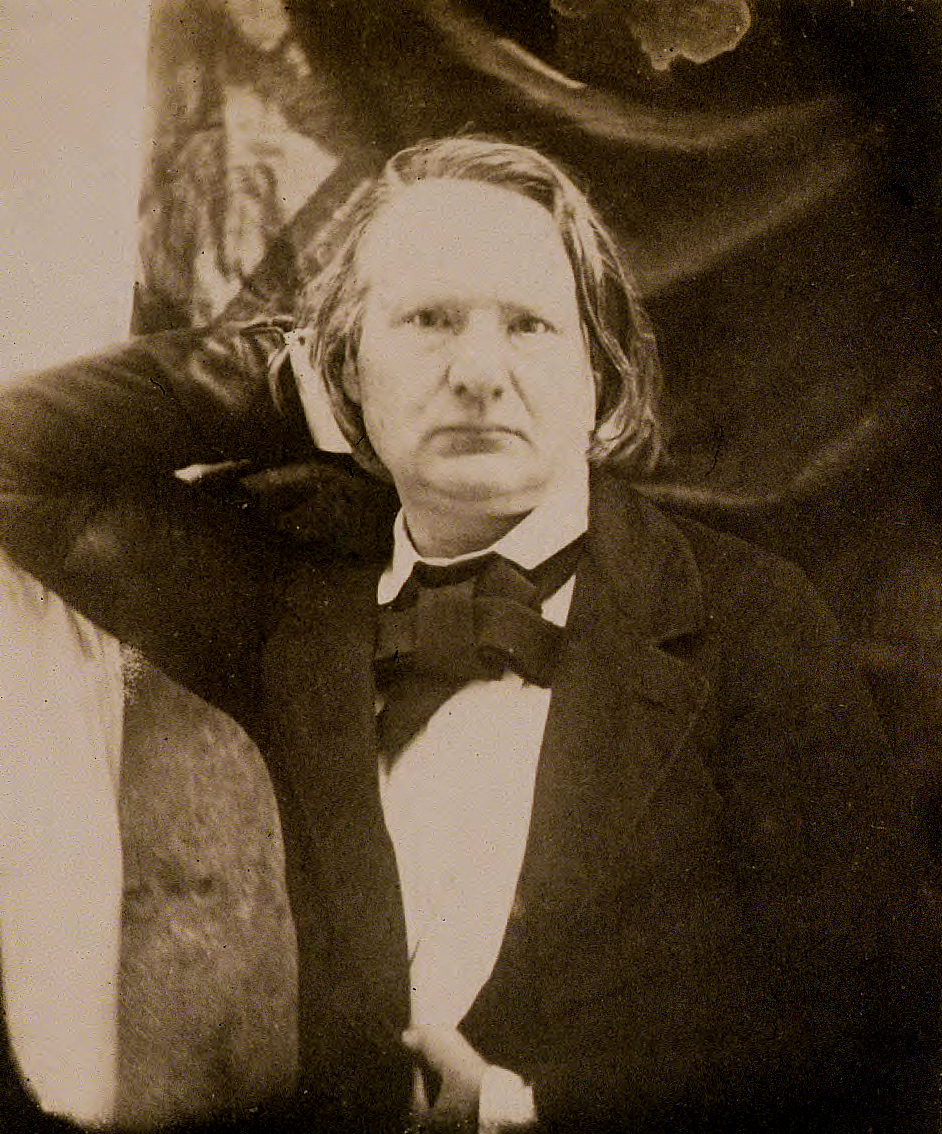
Victor Hugo em 1853

Como muitos escritores de sua geração, Victor Hugo foi profundamente influenciado por François-René de Chateaubriand, famosa figura da escola romântica e figura proeminente da literatura francesa do começo do século XIX. Quando jovem, Hugo afirmou que seria “Chateaubriand ou nada”, e sua vida teria muitas semelhanças com a de seu predecessor. Como Chateaubriand, Hugo daria força ao Romantismo, envolver-se-ia com política como defensor da causa republicana e seria forçado ao exílio devido à suas opções políticas. A eloquência e a paixão precoce das primeiras obras de Victor Hugo trouxeram-lhe sucesso e fama quando ainda jovem. Sua primeira coletânea de poesia (Odes et Poésies Diverses) foi publicada em 1822, quando Hugo tinha apenas vinte anos de idade, e lhe rendeu uma pensão real de Luís XVIII. Embora os poemas fossem admirados por seu ardor e sua fluência espontâneos, foi sua próxima coletânea (Odes et Ballades), publicada em 1826, que revelaram Hugo como grande poeta.

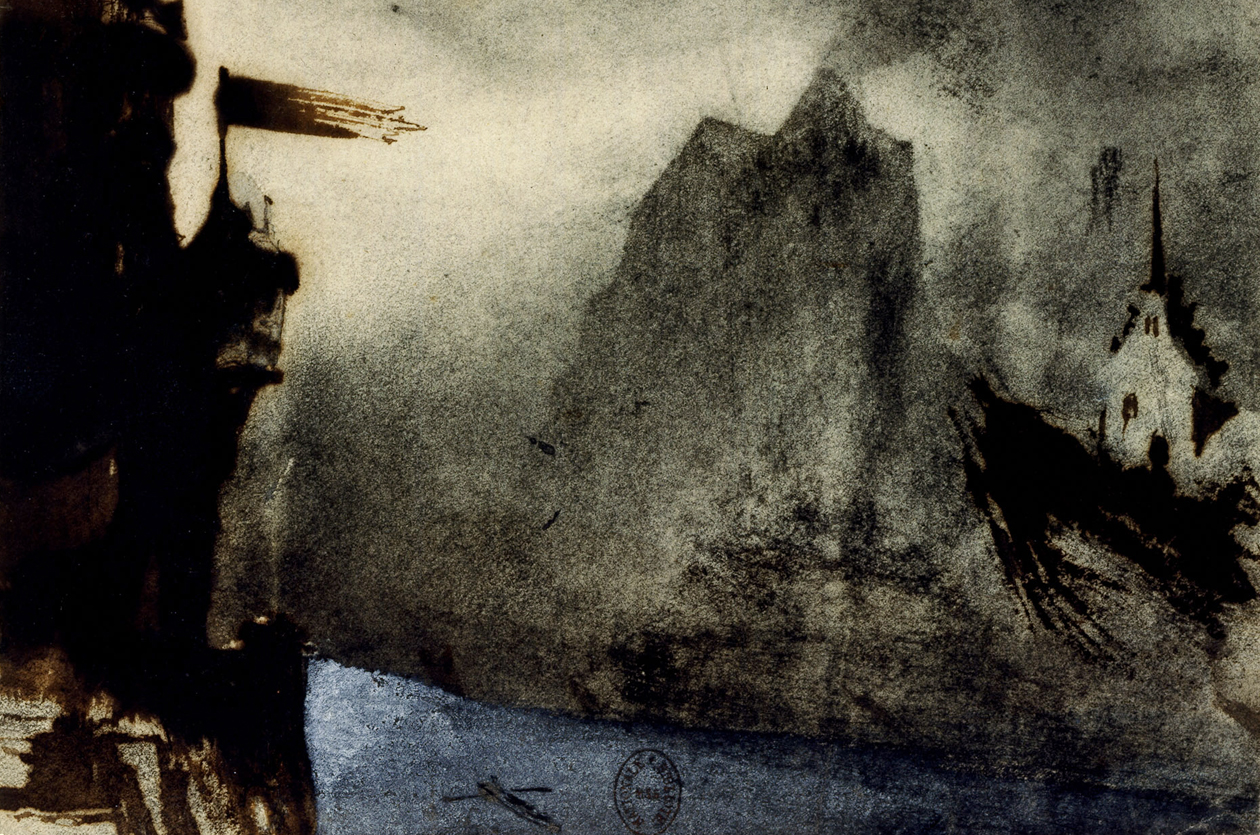
Desenho de Victor Hugo: Le Rocher de l'Ermitage dans un paysage imaginaire, 1855

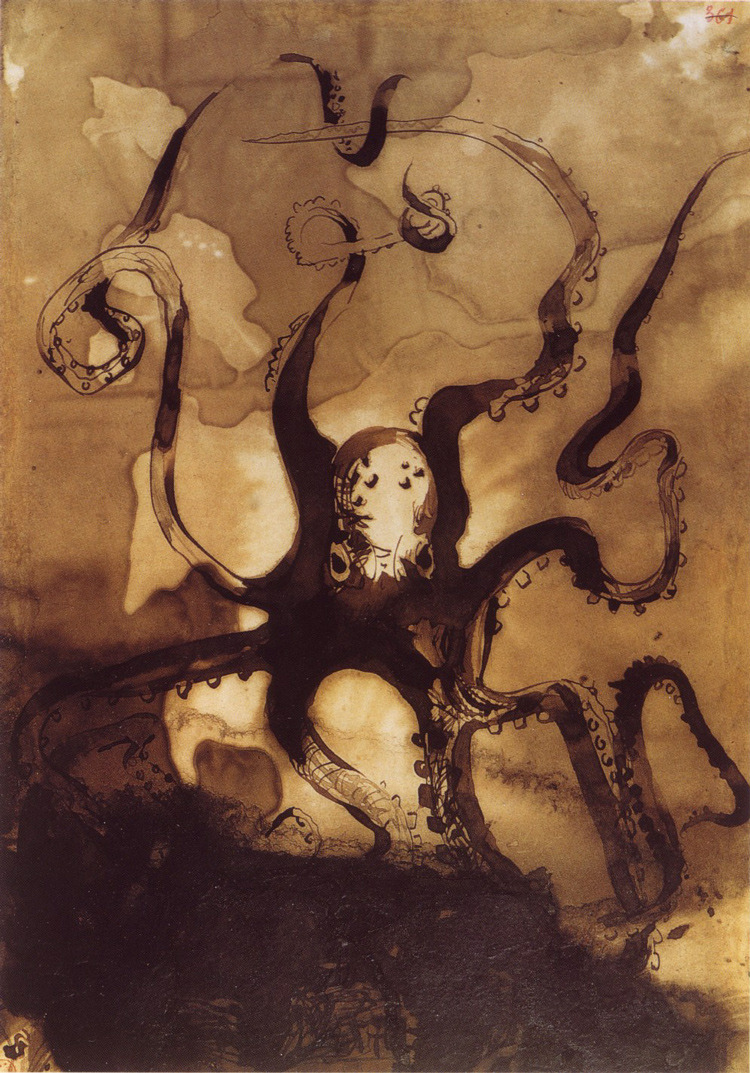
Desenho de Victor Hugo: Polvo com as Iniciais V.H., 1866

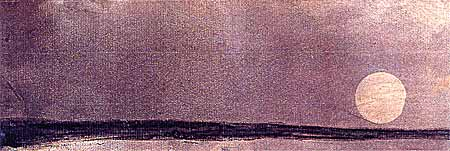
Desenho de Victor Hugo, Por de sol (1853-1855)

A primeira obra madura de ficção do autor francês apareceu em 1829, e refletia a aguda consciência social que permearia sua obra posterior. Le Dernier jour d'un condamné (O Último Dia de um Condenado à Morte) teria profunda influência sobre autores posteriores como Albert Camus, Charles Dickens e Fiódor Dostoiévski. Claude Gueux (1834), uma estória documental sobre a execução de um assassino francês, foi considerada mais tarde pelo próprio autor como precursora de sua maior obra sobre a injustiça social (Os Miseráveis). Seu primeiro romance a ser enormemente reconhecido foi ''O Corcunda de Notre-Dame'', publicado em 1831 e logo traduzido para diversos idiomas através da Europa. Um dos efeitos dessa obra foi levar a cidade de Paris a restaurar a bastante negligenciada Catedral de Notre-Dame, a qual estava atraindo milhares de turistas que haviam lido a novela. O livro também renovou o apreço por construções pré-renascentistas, as quais passaram a ser mais cuidadosamente preservadas.

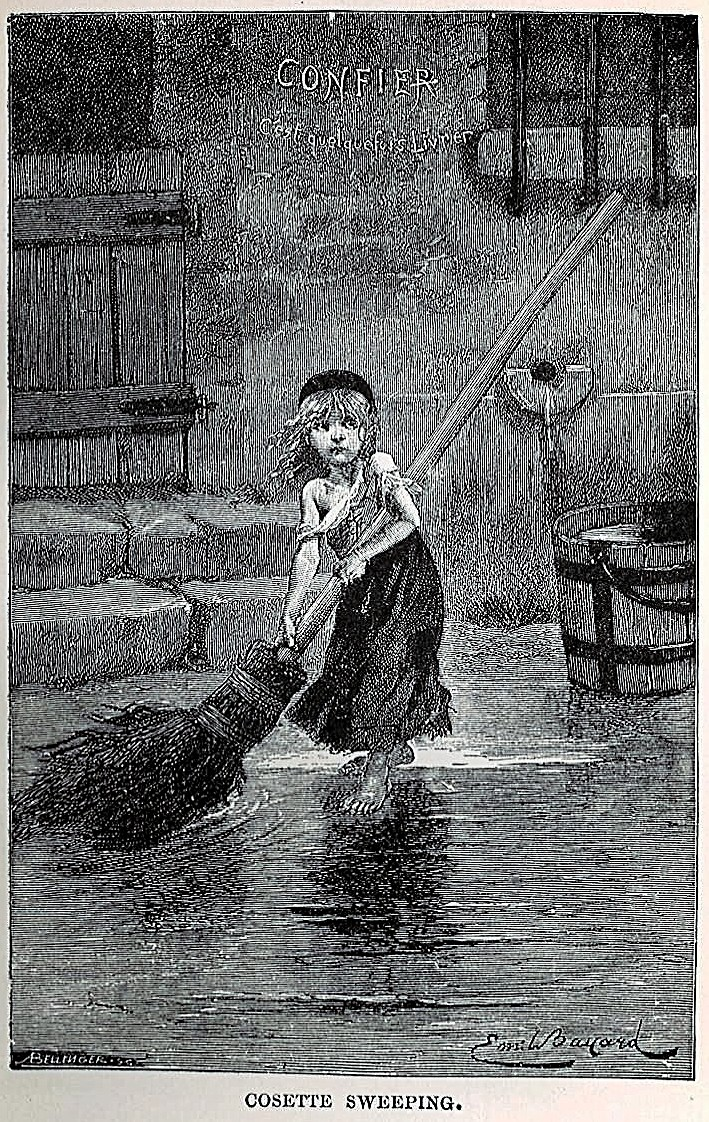
Imagem de "Cosette", por Émile Bayard, da edição original de Les Misérables (1862)

Victor Hugo começou a planejar um grande romance sobre miséria e injustiça social no começo da década de 30, mas a obra só seria publicada em 1862. O escritor estava consciente da qualidade do livro. A editora belga Lacroix and Verboeckhoven realizou uma campanha de publicidade incomum para a época, emitindo notas à imprensa sobre o trabalho até seis meses antes do lançamento. Ademais, publicou inicialmente apenas a primeira parte da novela (Fantine), lançada simultaneamente em grandes cidades. Estoques inteiros do livro foram vendidos em dias, e a obra teve grande impacto sobre a sociedade francesa. A crítica francesa foi, em geral, hostil ao romance. Barbey d’Aurevikky reclamou da vulgaridade da obra; Flaubert achou que o livro não era “nem verdadeiro nem genial”; Baudelaire – apesar de críticas positivas em jornais – chamou a obra de “sem graça e inepta”. Os Miseráveis, no entanto, mostraram-se populares junto às massas, e logo os temas abordados estavam em destaque na Assembleia Nacional da França. Hoje a novela permanece como sua obra mais popular, tendo sido adaptada para o cinema, a televisão, o teatro e para musicais.
Victor Hugo afastou-se de temas políticos e sociais em seu próximo romance, Les Travailleurs de la Mer (Os Trabalhadores do Mar), publicado em 1866. Ainda assim, o livro foi bem recebido, talvez devido ao sucesso prévio de Os Miseráveis. Dedicado à ilha de Guernsey, localizada no Canal da Mancha e na qual o escritor passou 15 anos de exílio. A descrição de Hugo da batalha do homem contra o mar e as criaturas que nele habitam tornou conhecido um prato incomum em Paris: Lulas. A palavra utilizada em Guernsey para se referir ao animal (pieuvre) foi incorporada ao léxico francês. Em sua próxima obra, Hugo retornou aos temas políticos sociais. L'Homme Qui Rit (O homem que ri) foi publicado em 1869 e fazia um retrato crítico da aristocracia. Contudo, o livro não foi bem recebida como seus trabalhos anteriores, e o próprio escritor passou a comentar sobre a crescente distância entre sua obra e a de seus contemporâneos, como Flaubert e Émile Zola, cujas novelas realistas e naturalistas ganhavam popularidade. Seu último romance, Quatre-vingt-treize (Noventa e três), publicado em 1874, abordava um tema até então evitado por Victor Hugo: o reinado do terror, durante a Revolução Francesa. Embora a popularidade do escritor da literatura francesa e universal estivesse em declínio quando de sua publicação, muitos consideram hoje Quatre-vingt-treize uma obra à altura das mais famosas de Victor Hugo.

## Pensamento religioso
Durante seu exílio na ilha Jersey entre 1851 e 1855, Victor Hugo participou de inúmeras sessões espíritas observando as então emergentes mesas girantes, vindo a acreditar que por tal meio conseguiu entrar em contato com diversos espíritos - entre eles o de sua falecida filha Leopoldina - e que obteve confirmação de muitas de suas antigas ideias filosóficas e religiosas, chegando a escrever: "Os seres que povoam o Invisível, e que veem os nossos pensamentos, sabem que há vinte cinco anos me ocupo dos assuntos que a mesa suscita e aprofunda". Diante de experiências como essas Victor Hugo se tornou espírita e em 1867 clamou que a ciência deveria dar atenção e seriedade para os fenômenos das mesas: "A mesa girante ou falante foi bastante ridicularizada. Falemos claro. Esta zombaria é  injustificável. Substituir o exame pelo menosprezo é cômodo, mas pouco científico.  Acreditamos que o dever elementar da Ciência é verificar todos os fenômenos, pois a Ciência, se os ignora, não tem o direito de rir deles. Um sábio que ri do possível está bem perto de ser um idiota. Sejamos reverentes diante do possível, cujo limite ninguém conhece, fiquemos atentos e sérios na presença do extra-humano, de onde viemos e para onde caminhamos".
Em muitas de suas obras, tanto em prosa como em poesia, o escritor manifestou sua forte crença na vida após a morte, como por exemplo no poema À Villequier de 1854:
| “ | Eu digo que o túmulo que sobre os mortos se fecha/ Abre o firmamento/ E o que acreditamos aqui em baixo ser o fim/ É o começo. | ” |

No final de seu testamento, o escritor escreveu: "Deixo cinquenta mil francos aos pobres. Desejo ser levado para o cemitério na sua carreta. Recuso a oração de qualquer igreja; peço uma oração a todas as almas. Creio em Deus. Victor Hugo".
O astrônomo e pesquisador psíquico francês Camille Flammarion escreveu em 1889: “Victor Hugo, alguns anos antes de sua morte, por várias vezes conversou pessoalmente comigo em Paris; ele jamais deixara de acreditar nas manifestações de Espíritos. E esta inquebrantável crença, cujas raízes remontavam às experiências de Jersey, no convívio diuturno com as 'mesas falantes' foi, para o gigante da literatura do século XIX, um incentivo para a vida, para o trabalho e para o amor a seus semelhantes”.
No final de 2012, o museu Maison de Victor Hugo, que antes foi a casa do escritor, em Paris, abriu uma exposição sobre a influência do Espiritismo em Victor Hugo e na produção artística em geral: "Entrée des médiums, Spiritisme et Art, de Hugo à Breton". O título "Entrada dos médiuns" vem de um texto do francês André Breton, líder do surrealismo, movimento artístico que teve grande interesse pela mediunidade, principalmente pela psicopictografia.

### Obras póstumas
- Théâtre en liberté (1886)
- La fin de Satan (1886)
- Choses vues - 1re série (1887)
- Toute la lyre (1888)
- Alpes et Pyrénées (1890]])
- Dieu (1891)
- France et Belgique (1892)
- Toute la lyre - nouvelle série (1893)
- Correspondances - Tome I (1896)
- Correspondances - Tome II (1898)
- Les années funestes (1898)
- Choses vues - 2e série (1900)
- Post-scriptum de ma vie (1901)
- Dernière Gerbe (1902)
- Mille francs de récompense (1934)
- Océan. Tas de pierres (1942)
- Pierres (1951)